# Sela (España)
Salo (llamada oficialmente Santa María de Sela) es una parroquia del municipio español de Arbo, en la provincia de Pontevedra, Galicia.

## Toponimia
La parroquia también es conocida por los nombres de Santa María P. de Sela y Santa Mariña de Sela.

## Historia
Hacia mediados del siglo XIX, el lugar, por entonces referido como una feligresía, tenía contabilizada una población de 740 habitantes. Aparece descrito en el decimocuarto volumen del Diccionario geográfico-estadístico-histórico de España y sus posesiones de Ultramar de Pascual Madoz con las siguientes palabras:

SELA (Sta. Marina): felig. en la prov. de Pontevedra (8 leg.), part. jud. de Cañiza (2), dióc. de Tuy (4), ayunt. de Arbo (1/2). sit. á la der. del r. Miño, con libre ventilacion, clima templado y sano. Tiene 200 casas en los barrios de Baliña, la Granja y Rozas, y el l. de su nombre; y escuela de primeras letras frecuentada por 40 niños, cuyos padres dan al maestro la retribucion convenida. La igl. parr. (Sta Maria) está servida por un cura de segundo ascenso y patronato laical; hay tambien una ermita dedicada á Sta. Isabel, sit. en el paraje donde se celebra feria el 14 de cada mes, cuyo tráfico consiste en ganados y frutos del pais. Confina N. Montealto y Cabeiras; E. Barcela; S. r. Miño, y O. Vide. El terreno es de buena calidad, y tiene algunos montes con arbolado y pastos de aprovechamiento comun. Los caminos dirigen á Tuy y á otros puntos, en regular estado. prod.: trigo, maiz, centeno, lino, vino, aceite, patatas, legumbres y buenas frutas; se cria ganado vacuno, lanar y cabrío; caza de perdices, y pesca de varias clases. ind.: la agrícola y molinos harineros, que únicamente se mueven en el invierno. pobl.: 185 vec., 740 alm. contr: con su ayunt. (V.).
(Madoz, 1849, pp. 162-163)

## Organización territorial
La parroquia está formada por cinco entidades de población:
- Eidos de Abajo  (Eidos de Abaixo)(Os Eidos de Abaixo)
- Eidos de Arriba (Os eidos de Arriba)
- Granja (A Granxa)(Granxa)
- Rozas
- Valiñas

## Demografía
| Gráfica de evolución demográfica de Sela entre 2000 y 2023 |
|                                                            |
| Datos según el nomenclátor publicado por el INE.           |

## Patrimonio
- Iglesia de Santa María.[8]